# Sant'Anastasia
Sant'Anastasia là một đô thị ở tỉnh Napoli ở vùng Campania, cách khoảng 13 km về phía đông bắc của Napoli. Tại thời điểm ngày 31 tháng 12 năm 2004, đô thị này có dân số 28.214 người và diện tích là 18,8 km².
Đô thị Sant'Anastasia bao gồm frazione (đơn vị cấp dưới) Madonna dell'Arco.
Sant'Anastasia giáp các đô thị: Casalnuovo di Napoli, Ercolano, Pollena Trocchia, Pomigliano d'Arco, Somma Vesuviana.